# Ritratto di signora van Muyden
Ritratto di Cécile van Muyden è un dipinto a olio su tela realizzato nel 1917 del pittore italiano Amedeo Modigliani.
Attualmente è conservato nel Museo d'Arte di San Paolo in Brasile.